# Parque nacional Palenque
El Parque Nacional Palenque es un espacio natural protegido ubicado en la zona arqueológica de Palenque, Chiapas, este parque nacional ocupa una superficie aproximada de 1,772 hectáreas, fue creado mediante un decreto expedido el 20 de julio de 1981 por el entonces presidente de México, José López Portillo.

## Ubicación geográfica
El parque se encuentra ubicado a unos kilómetros del municipio de Palenque, alrededor de 150 kilómetros al noreste de la capital del estado Tuxtla Gutiérrez.

## Flora y fauna
De acuerdo al Sistema Nacional de Información sobre Biodiversidad de la Comisión Nacional para el Conocimiento y Uso de la Biodiversidad (CONABIO) en el Parque Nacional Palenque habitan más de 1,475 especies de plantas y animales de las cuales 139 se encuentra dentro de alguna categoría de riesgo de la Norma Oficial Mexicana NOM-059  y 34 son exóticas,
La flora del parque se compone de una selva alta perennifolia y pastizales,  en cuanto a fauna se encuentran mamíferos como jaguares, monos aulladores, tlacuache cuatro ojos, zarigüeyas lanudas, ardillas grises, ratas algodoneras, guaqueques, cacomixtles, kinkajú, entre otros. y tienen reselva efilosofico y gnoseológico

## Clima
El parque se encuentra a una altitud media entre los 200 m s. n. m. a los 800 m s. n. m., con un clima cálido a húmedo con una temperatura promedio anual de 26 °C, y lluvias torrenciales todo el año principalmente en verano.